# Veranda's Willems-Crelan
La Veranda's Willems-Crelan era una squadra belga di ciclismo su strada e di ciclocross maschile attiva dal 2013 al 2018.
Attiva dal 2013 come Continental Team, nel 2015 ha raggiunto il terzo posto nella classifica a squadre dell'Europe Tour. Nel 2017 è salita alla categoria Professional Continental, passando sotto la direzione della società Sniper Cycling diretta dall'ex ciclista Nick Nuyens e ottenendo successi su strada e nel cross con Wout Van Aert. A fine 2018 ha cessato l'attività, venendo assorbita dal team olandese Roompot-Charles.

## Cronistoria

### Annuario
| Anno | Codice | Nome                           | Cat. | Biciclette  | Dirigenza                                                                                                |
| ---- | ------ | ------------------------------ | ---- | ----------- | --- |
| 2013 | WIL    | Vérandas Willems               | CT   | ?           | Manager: Laurent Mars Dir. sportivi: Gautier De Winter, Jean-Luc Trevisani, Christophe Vanassche         |
| 2014 | WIL    | Vérandas Willems               | CT   | ?           | Manager: Laurent Mars Dir. sportivi: Gautier De Winter, Joseph Boulton, Jean-Luc Trevisani               |
| 2015 | WIL    | Veranda's Willems Cycling Team | CT   | Specialized | Manager: Ivan De Schamphelaere Dir. sportivi: Gautier De Winter, Sammie Moreels, Danny Schets            |
| 2016 | VWT    | Veranda's Willems Cycling Team | CT   | Specialized | Manager: Ivan De Schamphelaere Dir. sportivi: Gautier De Winter, Sammie Moreels, Franky Van Haesebroucke |
| 2017 | VWC    | Veranda's Willems-Crelan       | PCT  | Felt        | Manager: Nick Nuyens Dir. sportivi: Bob De Cnodder, Niels Albert, Ivan De Schamphelaere, Michiel Elijzen |
| 2018 | VWC    | Veranda's Willems-Crelan       | PCT  | Stevens     | Manager: Nick Nuyens Dir. sportivi: Michiel Elijzen, Niels Albert, Kristof De Kegel                      |

### Classifiche UCI
Aggiornato al 31 dicembre 2018.
| Anno | Classifica | Pos. | Migliore cl. individuale    |
| ---- | ---------- | ---- | --------------------------- |
| 2013 | Europe T.  | 80º  | Olivier Pardini (392º)      |
| 2014 | Europe T.  | 35º  | Gaëtan Bille (54º)          |
| 2015 | Europe T.  | 5º   | Dimitri Claeys (3º)         |
| 2016 | Asia T.    | 75º  | Aidis Kruopis (275º)        |
| 2016 | Europe T.  | 7º   | Timothy Dupont (2º)         |
| 2017 | Europe T.  | 8º   | Wout Van Aert (11º)         |
| 2018 | Asia T.    | 88º  | Elias Van Breussegem (412º) |
| 2018 | Europe T.  | 12º  | Sean De Bie (38º)           |

## Palmarès
Aggiornato al 31 dicembre 2018.

### Grandi Giri
- Giro d'Italia

Partecipazioni: 0
- Tour de France

Partecipazioni: 0
- Vuelta a España

Partecipazioni: 0

## Organico 2018
Aggiornato al 31 dicembre 2018.

### Staff tecnico
|  | Naz.                   | Ruolo | Sportivo         |  |  |  |
|  | ---------------------- | ----- | ---------------- |  |  |  |
|  | Belgio (bandiera)      | GM    | Nick Nuyens      |  |  |  |
|  | Paesi Bassi (bandiera) | DS    | Michiel Elijzen  |  |  |  |
|  | Belgio (bandiera)      | DS    | Niels Albert     |  |  |  |
|  | Belgio (bandiera)      | DS    | Kristof De Kegel |  |  |  |

### Rosa
|  | Naz.                   |  | Sportivo             | Anno |  |  |
|  | ---------------------- |  | -------------------- | ---- |  |  |
|  | Belgio (bandiera)      |  | Sean De Bie          | 1991 |  |  |
|  | Belgio (bandiera)      |  | Dries De Bondt       | 1991 |  |  |
|  | Belgio (bandiera)      |  | Mathias De Witte     | 1993 |  |  |
|  | Belgio (bandiera)      |  | Stijn Devolder       | 1979 |  |  |
|  | Paesi Bassi (bandiera) |  | Huub Duijn           | 1984 |  |  |
|  | Paesi Bassi (bandiera) |  | Stan Godrie          | 1993 |  |  |
|  | Belgio (bandiera)      |  | Jappe Jaspers        | 1998 |  |  |
|  | Lituania (bandiera)    |  | Aidis Kruopis        | 1986 |  |  |
|  | Belgio (bandiera)      |  | Senne Leysen         | 1996 |  |  |
|  | Belgio (bandiera)      |  | Tim Merlier          | 1992 |  |  |
|  | Belgio (bandiera)      |  | Stijn Steels         | 1989 |  |  |
|  | Australia (bandiera)   |  | David Tanner         | 1984 |  |  |
|  | Belgio (bandiera)      |  | Wout Van Aert        | 1994 |  |  |
|  | Belgio (bandiera)      |  | Elias Van Breussegem | 1992 |  |  |
|  | Belgio (bandiera)      |  | Zico Waeytens        | 1991 |  |  |